# Sea Life Blankenberge
Sea Life Blankenberge is een aquatische dierentuin in de Belgische badstad Blankenberge. Het recreatiebedrijf behoort tot Merlin Entertainments Group.

## Geschiedenis
De dierentuin werd geopend in 1995 en herbergt ruim 2.500 dieren. Ze worden grotendeels gehouden in meer dan vijftig aquaria die meestal thematisch zijn ingericht.
Vier jaar na de komst van de Sea Life-keten naar Blankenberge werd er in 1999 een zeehondenopvang aan verbonden. Sindsdien zijn er meer dan 400 zeehonden opgevangen.
In 2015 werd aan de dierentuin een speelpark toegevoegd. Dit park bestaat uit twee torens, een boot en ruim 100 meter aan loopbruggen.

## Dieren

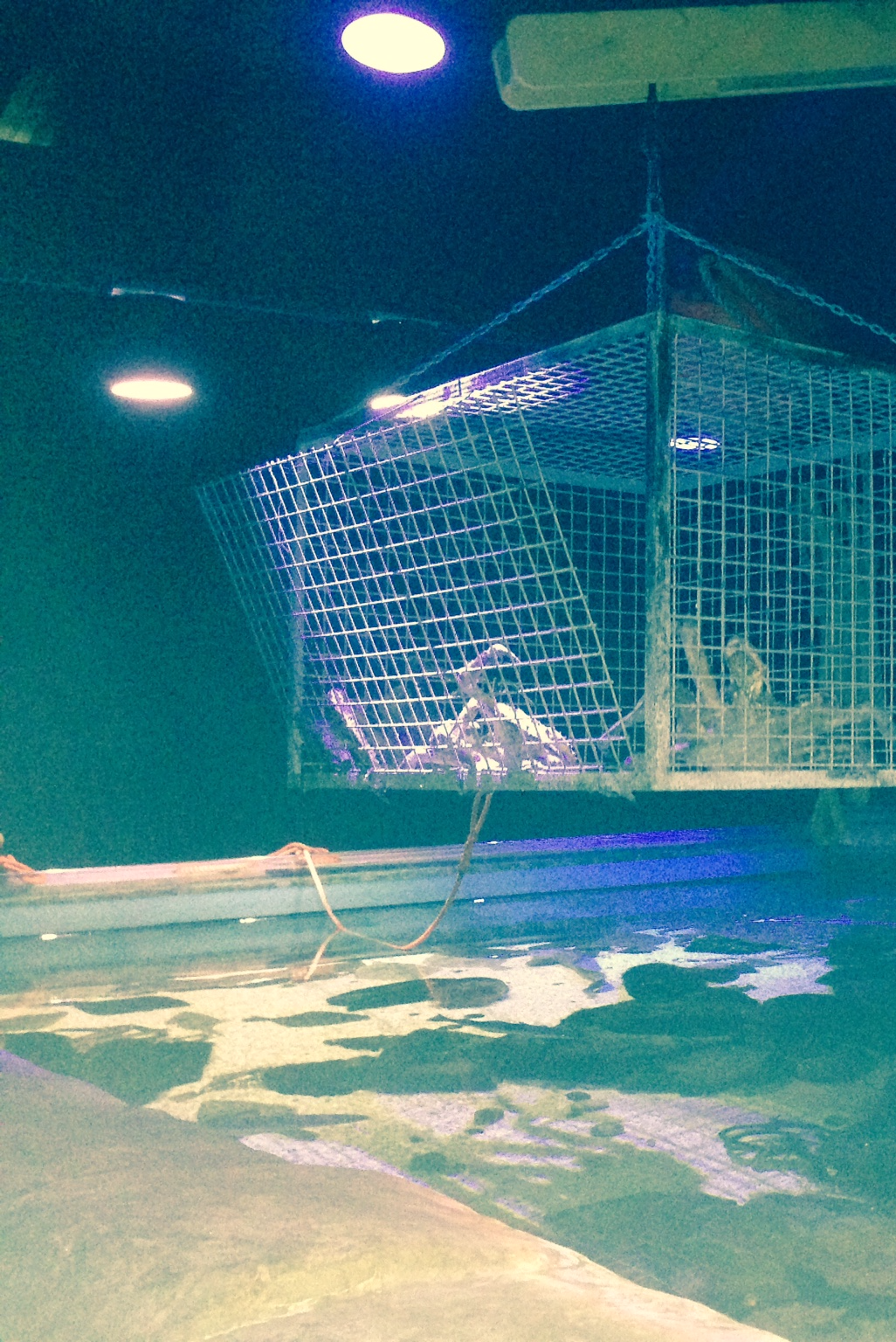
Het aquarium dat gebaseerd is op Deadliest Catch

Onder de ruim 2.500 dieren die in Sea Life verblijven, vallen een kleine kolonie Humboldtpinguïns en een groep kleinklauwotters. Verder is er in de dierentuin een haaien- en roggenkwekerij, voor de ontwikkeling en groei van de embryo's en eieren van beide diersoorten. Er is een krabbenaquarium dat gebouwd is in samenwerking met Discovery Channel. Het is gebaseerd op het televisieprogramma Deadliest Catch. In dit aquarium bevinden zich Zeewolf, Amerikaanse kreeft en schol
In de zogenaamde oceaantunnel bevinden zich zeevissen en haaien, waaronder zwartpuntrifhaaien, verpleegsterhaaien en zebrahaaien en een groene zeeschildpad.

## Natuurbescherming
De dierentuin werkt, samen met het Sea Life-netwerk, mee aan de bescherming van (kwetsbare) dieren en natuur. Dit wordt onder andere gedaan via het Save Our Seas-project op Zakynthos in Griekenland en de opvang voor zeehonden via het project S.O.S. Zeehondenrescue. Daarnaast neemt de dierentuin ook deel aan het internationale zeepaardjeskweekprogramma

## Afbeeldingen

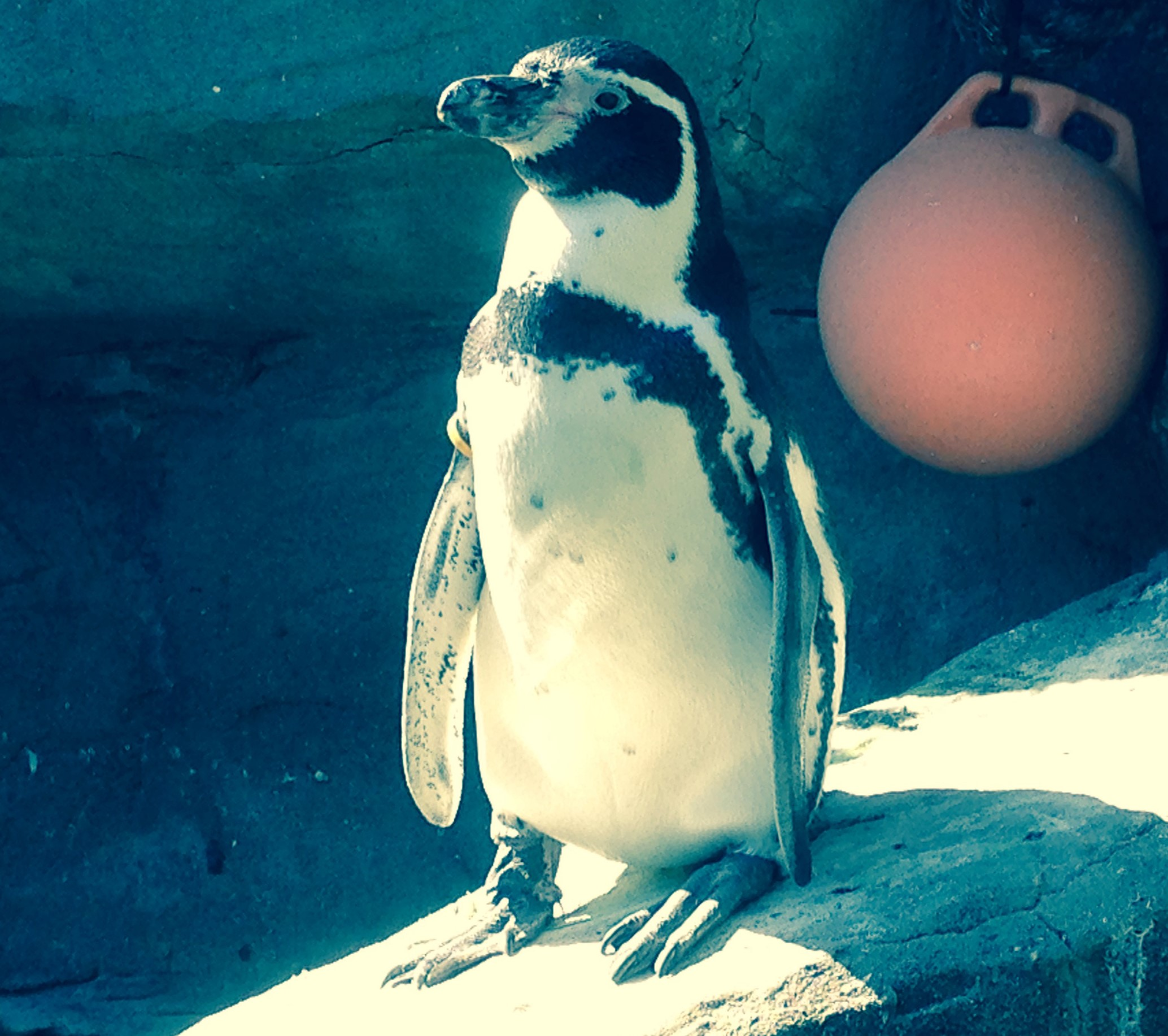
Een van de Humboldtpinguïns
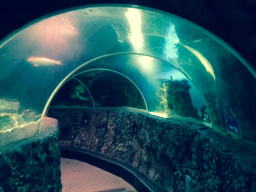
De oceaantunnel
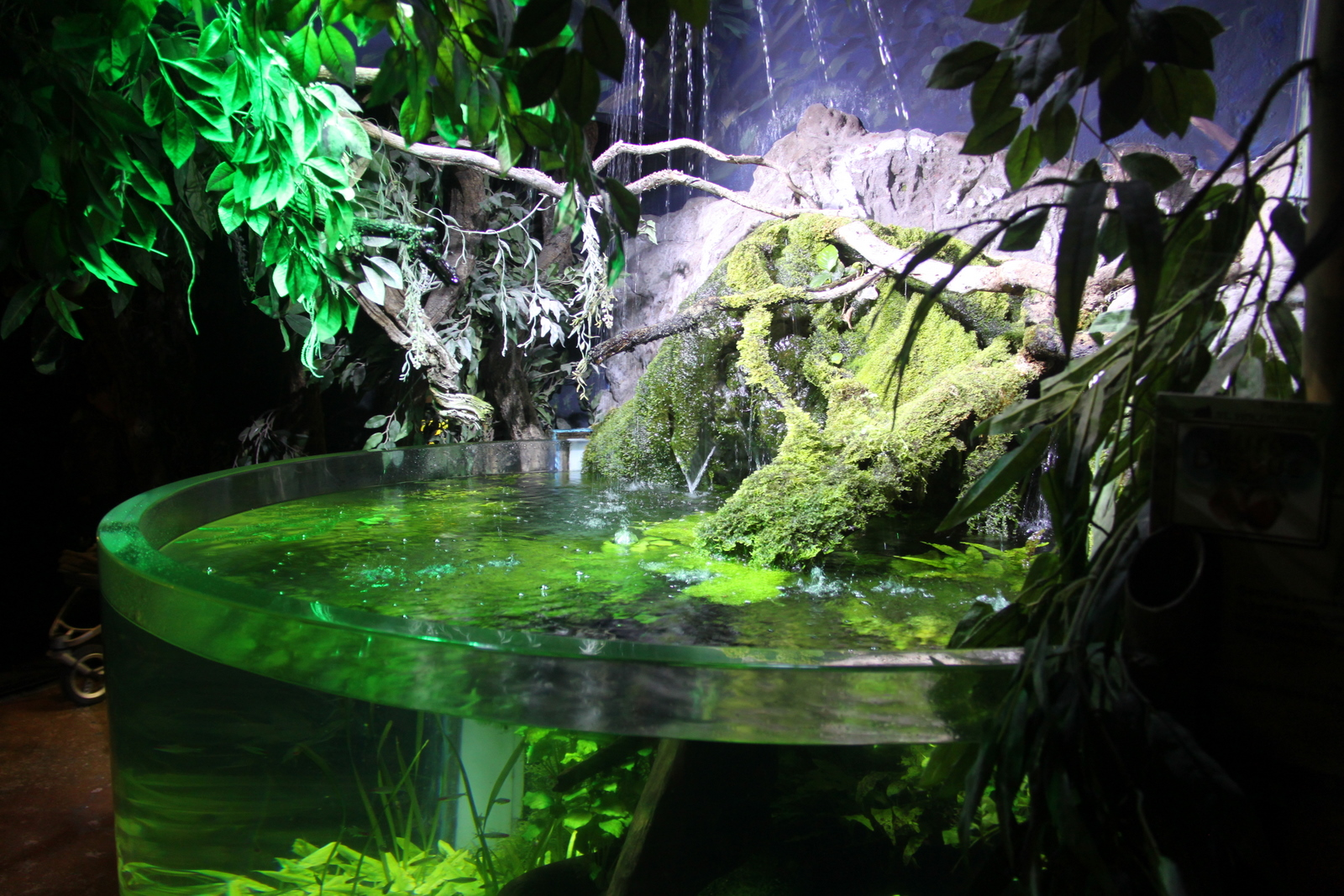
Een aquarium met het Amazonethema
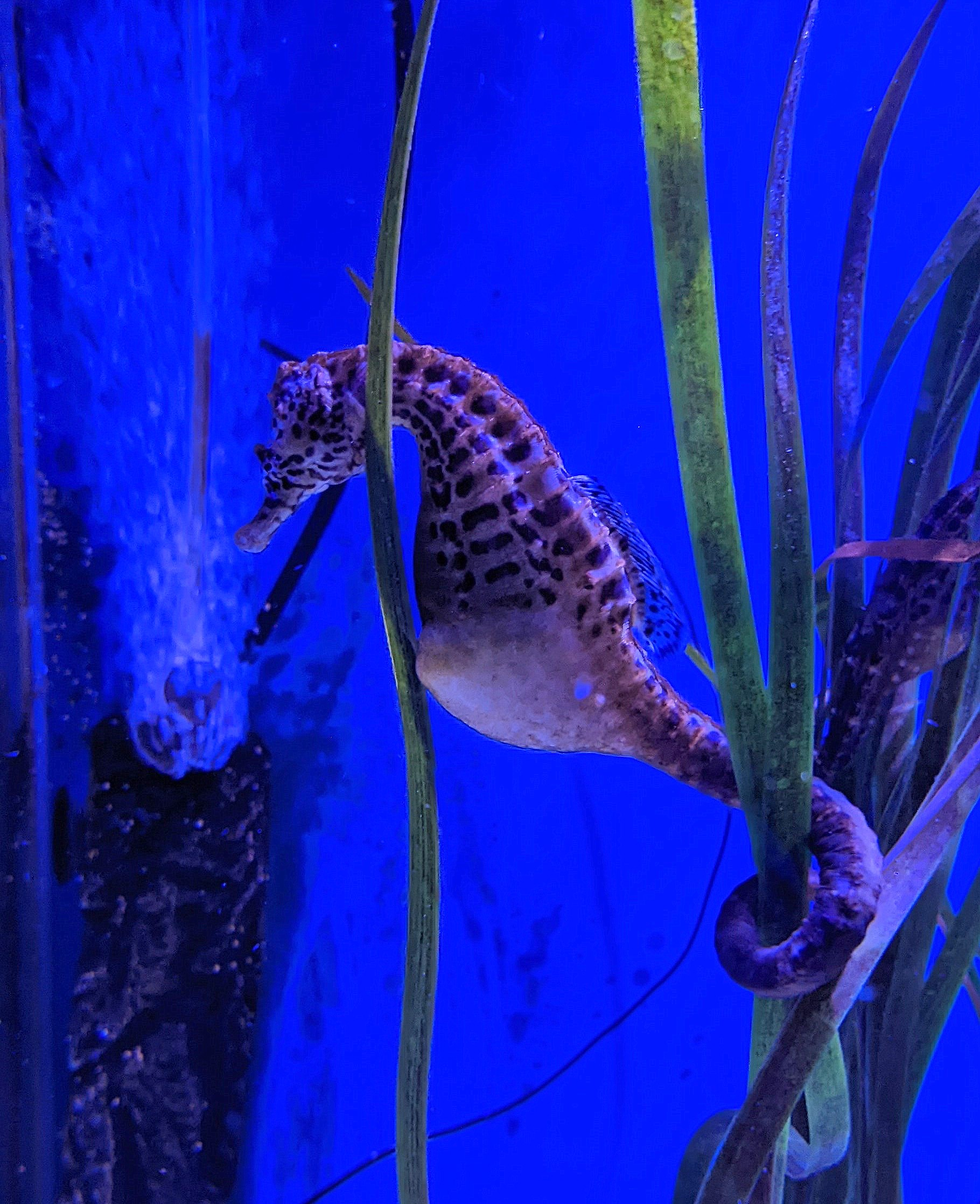
Een zeepaardje

Lijst van dierentuinen in België
Aquarium-Museum ·
Bellewaerde Park ·
Boudewijn Seapark ·
De Zonnegloed ·
Domein van de grotten van Han ·
Familiepark Harry Malter ·
Forestia ·
Le Monde Sauvage ·
Le Parc à gibier de Saint-Hubert ·
Mont Mosan ·
Pairi Daiza ·
Pakawi Park ·
Parc à Gibier de La Roche-en-Ardenne ·
Parc animalier de Bouillon ·
Sea Life Blankenberge ·
ZOO Antwerpen ·
ZooParc Vallée de la Sûre ·
ZOO Planckendael
Opgeheven: Aquatopia · Dierentuin van Brussel · Dierentuin van Gent · Limburgse Zoo · Serpentarium